# 퍼플하트 (만화)
《퍼플하트》(Purple Heart)는 대한민국의 순정 만화가 강경옥의 만화 작품이다. 중세시대 유럽의 가상의 국가를 배경으로 주인공들의 성장 모험담을 동화풍으로 그린다. 제목은 영어 뜻대로 '보라빛 심장'을 의미하며, 주인공 시릴이 심장은 있지만, 보통사람들과 다르게 감정을 느끼지 못하는 것을 암시한다.
《퍼플하트》는 1991년 만화 월간지 〈미르〉에서 연재되면서 독자들의 시선을 끌었지만, 잡지의 폐간으로 연재가 중단되었다. 2001년에 격주간지인 〈Cake〉에서 다시 연재가 되었으나, 역시 같은 이유로 2002년 6월에 연재가 중단되었다. 시공사에서 현재까지 단행본 1권과 2권을 내었다.

## 등장인물
- 시릴 - 사우스 랜드의 공주. 어릴 적 마녀에 의해 심장을 빼앗긴 뒤, 감정을 전혀 느끼지 못하고, 사람들에게 소외된다. 마법사의 조언에 따라 잃어버린 심장을 찾아 여행을 떠난다
- 시이크 - 노스 랜드의 왕자로 같은 마녀에게 사랑스러움을 빼앗긴다. 시릴 공주를 만난 후 잃어버린 것을 되찾기 위해 같이 여행을 떠난다.
- 하벨 - 마녀에게 건강을 빼앗긴다
- 마녀 그린피스- 완전한 인간을 만들려는 욕심에 각 사람들에게서 아름다운 것을 하나씩 빼앗아 '라하드'를 창조한다.
- 라하드 - 마녀에 의해 탄생하지만, 시릴 공주에게 호감을 가진다
- 카이드라 - 노스 랜드의 작은 요정으로 시이크를 흠모하여, 시이크와 함께 길을 나선다.

## 줄거리
옛날 옛적에 유럽의 한 나라에서 심장이 없는 공주가 있었다. 그녀는 아름다운 용모를 지녔지만, 어릴 적 완벽한 인간을 만들려는 마녀에 의해 심장을 빼앗기고, 감정을 전혀 느끼지 못한다.

## 같이 보기
- 노말시티
- 오즈의 마법사
- 아담과 이브